# 1926 في لبنان
فيما يلي قوائم الأحداث التي وقعت خلال عام 1926 في لبنان.

## سياسة

### تعيين في المنصب
- 1 سبتمبر – شارل دباس رئيس الجمهورية اللبنانية.

## مواليد

### يناير
- 1 يناير – مي عريضة لبنانية رائدة في المجال الثقافي.
- 5 يناير – غسان تويني عضو مجلس النواب اللبناني.
- 28 يناير – أمين الحافظ سياسي لبناني.

### يونيو
- 22 يونيو – رشيد الصلح سياسي لبناني.

### سبتمبر
- 4 سبتمبر – إلياس الهراوي رئيس لبناني سابق.

### نوفمبر
- 6 نوفمبر – إدوارد صوما
- 22 نوفمبر – شفيق عبود

## وفيات

### يناير
- 1 يناير – طانيوس عبده (مواليد 1869)

### يوليو
- 31 يوليو – عادل النكدي (مواليد 1891) حقوقي وصحفي لبناني.

### سبتمبر
- 1 سبتمبر – رشيد طليع (مواليد 1877) سياسي أردني.